# لي هانكوك
لي هانكوك (بالإنجليزية: Lee Hancock)‏ هو لاعب كرة قاعدة أمريكي، ولد في 27 يونيو 1967 في شمال هوليوود ‏ في الولايات المتحدة.

## وصلات خارجية
- لي هانكوك على موقعبيزبول رفرنس.كوم (الدوري الرئيسي) (الإنجليزية)
- لي هانكوك على موقعبيزبول رفرنس.كوم (الدوري الثانوي) (الإنجليزية)